# Beirut Air Base
Beirut Air Base (arabiska: قاعدة بيروت الجوية) är en flygbas i Libanon.   Den ligger i guvernementet Libanonberget, i den centrala delen av landet, 9 kilometer söder om huvudstaden Beirut. Beirut Air Base ligger 14 meter över havet.
Terrängen runt Beirut Air Base är kuperad åt sydost, men norrut är den platt. Havet är nära Beirut Air Base västerut. Runt Beirut Air Base är det tätbefolkat, med 442 invånare per kvadratkilometer.. Närmaste större samhälle är Beirut, 8,9 kilometer norr om Beirut Air Base. 
I omgivningarna runt Beirut Air Base växer huvudsakligen savannskog.